# Сеймур (Теннессі)
Сеймур (англ. Seymour) — переписна місцевість (CDP) в США, в округах Сев'єр і Блаунт штату Теннессі. Населення — 14 705 осіб (2020).

## Географія
Сеймур розташований за координатами 35°52′28″ пн. ш. 83°46′27″ зх. д. / 35.87444° пн. ш. 83.77417° зх. д. (35.874497, -83.774110).  За даними Бюро перепису населення США в 2010 році переписна місцевість мала площу 32,73 км², з яких 32,71 км² — суходіл та 0,02 км² — водойми.

## Демографія
Згідно з переписом 2010 року, у переписній місцевості мешкало 10 919 осіб у 4266 домогосподарствах у складі 3173 родин. Густота населення становила 334 особи/км².  Було 4527 помешкань (138/км²).
Расовий склад населення:
| - 97,2 % — білих - 0,7 % — чорних або афроамериканців - 0,6 % — азіатів - 0,2 % — корінних американців |

До двох чи більше рас належало 1,1 %. Частка іспаномовних становила 1,7 % від усіх жителів.
За віковим діапазоном населення розподілялося таким чином: 23,1 % — особи молодші 18 років, 61,5 % — особи у віці 18—64 років, 15,4 % — особи у віці 65 років та старші. Медіана віку мешканця становила 40,4 року. На 100 осіб жіночої статі у переписній місцевості припадало 94,0 чоловіків;  на 100 жінок у віці від 18 років та старших — 90,6 чоловіків також старших 18 років.
Середній дохід на одне домашнє господарство  становив 66 077 доларів США (медіана — 53 772), а середній дохід на одну сім'ю — 79 814 долари (медіана — 61 419). Медіана доходів становила 47 697 доларів для чоловіків та 35 056 доларів для жінок. За межею бідності перебувало 7,5 % осіб, у тому числі 7,4 % дітей у віці до 18 років та 6,2 % осіб у віці 65 років та старших.
Цивільне працевлаштоване населення становило 5719 осіб. Основні галузі зайнятості: освіта, охорона здоров'я та соціальна допомога — 20,6 %, роздрібна торгівля — 14,3 %, виробництво — 14,2 %.